# I've Been Losing You
I've Been Losing You — перший сингл альбому Scoundrel Days новерзького гурту a-ha, випущений 22 вересня 1986 року.

## Музиканти
- Пол Воктор-Савой (Paul Waaktaar-Savoy) (6 вересня 1961) — композитор, гітарист, вокалист.
- Магне Фуругольмен (Magne Furuholmen) (1 листопада 1962) — клавішник, композитор, вокаліст, гітарист.
- Мортен Гаркет (Morten Harket) (14 вересня 1959) — вокаліст.

## Композиції

### 7": Warner / W8594 (UK)
| #  | Назва                               | Тривалість |
| -- | ----------------------------------- | ---------- |
| 1. | «I've Been Losing You»              |            |
| 2. | «This Alone Is Love (1986 version)» |            |

### 12": Warner / W8594T (UK)
Сторона А
| #  | Назва                               | Тривалість |
| -- | ----------------------------------- | ---------- |
| 1. | «I've Been Losing You (extended)»   | 6:58       |
| 2. | «I've Been Losing You (dub)»        | 4:25       |
| 3. | «This Alone Is Love (1986 version)» | 4:30       |

## Позиції в чартах
| Чарт                                   | ЛП |
| -------------------------------------- | -- |
| Австрія Австрійський сингл-чарт        | 20 |
| Франція Французький сингл-чарт         | 14 |
| Німеччина Німецький сингл-чарт         | 15 |
| Ірландія Ірландський сингл-чарт        | 3  |
| Італія Італійський сингл-чарт          | 11 |
| Норвегія Норвезький сингл-чарт         | 1  |
| Швеція Шведський сингл-чарт            | 11 |
| Швейцарія Швейцарський сингл-чарт      | 16 |
| Велика Британія Британський сингл-чарт | 8  |